# Бово-Кран, Шарль-Жюст де
Шарль-Жюст де Бово-Кран (фр. Charles-Juste de Beauvau-Craon; 10 ноября 1720, Люневиль — 21 мая 1793, Сен-Жермен-ан-Ле), князь де Кран и Священной Римской империи, гранд Испании 1-го класса — французский военный и государственный деятель, маршал Франции.

## Биография
Четвертый сын и наследник князя Марка де Бово-Крана и Анны Маргериты де Линьевиль.
Уже в 13 лет хотел отправиться на войну с дядей графом де Линьевилем, погибшим в Италии при штурме укреплений Колорно. Поступив на военную службу, быстро сделал блестящую карьеру. 10 декабря 1738 стал лейтенантом в кавалерийском полку королевы. 1 мая 1740 стал полковником формировавшейся гвардии Станислава Лещинского.
В августе 1741 отправился добровольцем в Богемскую армию, в ноябре участвовал во взятии Праги, затем в битве при Сахаи, и в обороне Праги в 1742 году, состоя адъютантом герцога Бель-Иля. В ходе успешной вылазки 19 августа был ранен ружейной пулей в бедро. В декабре принимал участие в отступлении французов из Праги, в феврале 1743 вернулся во Францию, где был награжден орденом Святого Людовика. В том же году, перейдя в Германскую армию, участвовал в битве при Деттингене.
В кампанию 1744 года командовал полком Лотарингской гвардии в Итальянской армии, участвовал в атаке вражеских позиций перед Монтальбаном, во взятии этой крепости, Вильфранша и Ниццы, переходе через Альпы, осадах Демонте и Кунео, в бою у Кунео.
21 марта 1745 получил от короля Испании патент, позволявший пользоваться титулом гранда Испании при жизни отца. В кампанию того года был со своим полком при осадах Аскьи и Тортоны, бою при Рефудо, и осадах Алессандрии, Валенцы, Асти и Казале-Монферрато.
В мае 1746 вместе с братом и пятью сотнями гренадер под огнем неприятельских орудий атаковал мост Казаль-Байяно в ущелье Бормиды, и овладел им после полуторачасового боя, обеспечив переправу армии. Был ранен в этом деле, и 16 мая король произвел Шарля-Жюста в бригадиры. В этом чине участвовал в боях при Пьяченце и на Тидоне. Затем содействовал в обороне Прованса, куда пытались прорваться австро-сардинцы.
1 июня 1747 был снова назначен в Итальянскую армию. 12 июня был назначен герцогом Лотарингским на должность губернатора города и замка Бар-ле-Дюк. Участвовал в завоевании графства Ниццы и Вентимильи, в октябре выступил на помощь последнему городу, и принимал участие в сражении под его стенами. Вернувшись во Францию, 18 декабря принес губернаторскую присягу.
10 мая 1748 произведен в лагерные маршалы.
С началом Семилетней войны 1 марта 1756 поступил под начало маршала Ришельё, отправившись с ним на Минорку, где отличился при взятии форта Сент-Филипп и осаде Порт-Маона. По сообщению Gazette de France, в ночь с 27 на 28 июня, поставленный на центральном участке общего штурма внешних фортов, князь де Бово с гренадерами полка Вермандуа штурмовал редут Каролина, а силами гренадер Королевского Итальянского полка атаковал Западный редут. Его части овладели путями сообщения, разрушив палисады, заклепали 12 орудий и разбили их лафеты.
31 октября 1756 герцог Лотарингский назначил князя Великим магистром своего дома, а 22 ноября предоставил губернаторство в Люневиле. Шарль-Жюст принес присягу 9 декабря.
1 января 1757 князь был пожалован в рыцари орденов короля, и 2 февраля получил в Версале цепь ордена Святого Духа. 1 марта был определен в Германскую армию маршала Ришельё. 20 апреля выступил на Мюнстер с шестью батальонами, 40 драгунами, 50 гусарами Фильхера, и сотней людей из корпуса короля, и 24-го занял город. Затем сражался при Хастенбеке, участвовал в завоевании Ганновера, и вернулся во Францию после капитуляции Клостерсевена. 11 ноября король назначил его на пост капитана 2-й роты своих гвардейцев, вместо покойного маршала Мирпуа.
16 марта 1758 снова был направлен в Германскую армию. Участвовал в битве при Крефельде. Потерпев поражение, французы перешли к обороне. 28 декабря Шарль-Жюст был произведен в генерал-лейтенанты.
1 мая 1760 он был направлен в Германскую армию, но никакой должности не получил, и добровольно устроился адъютантом к маршалу Брольи. Он внес значительный вклад в победу при Корбахе в княжестве Вальдек, и маршал написал по этому поводу королю: «Господин де Бово прибыл во время битвы. Это адъютант нового типа, он также хорош в совете, как и в действии».
1 мая 1761 князь был назначен в Верхнерейнскую армию, а 8 апреля 1762 во главе 12 батальонов был послан в Испанию на соединение с 1-й испанской дивизией в Вальядолиде. По сообщению Gazette de France, на приеме 24 декабря 1762 он покрыл голову перед королем Испании, воспользовавшись привилегией гранда 1-го класса. 7 февраля князь вернулся ко двору и предстал перед королем. Во Франции при королевском дворе супруга Шарля-Жюста де Бово имела право табурета, как жена гранда Испании.
В 1765 году был назначен командующим в Лангедоке. Узнав во время заседания Штатов Монпелье, что в государственной тюрьме в Эг-Морте, называемой Башней Констанс, уже несколько лет содержатся 14 женщин-реформаток, отказывающихся вернуться в католицизм, князь отправился в эту темницу и своей властью вывел оттуда заключенных. Самой младшей из них было 15 лет, в заключении она потеряла мать. В ожидании, пока местные власти решат судьбу протестанток, он выделил из своих средств необходимую сумму на их содержание.
Кабинет министров приказал командующему вернуть заключенных на место, а в случае отказа обещал обо всем доложить королю, угрожая, что Шарль-Жюст в этом случае потеряет свой пост. К нему было направлено несколько курьеров, с каждым из которых князь отсылал один и тот же ответ: «Король волен отстранить меня от командования, которое предоставил, но не может помешать исполнять долг, диктуемый совестью и честью». Канцлер Мопу хотел было их сам освободить, но на знаменитом королевском судебном заседании в январе 1771 князь высказался против реформ канцлера, ограничивавших права парламентов, и сам едва не стал жертвой мести этого сановника, уже арестовавшего членов Парижского парламента. Князь сам был не против указать парламентам и Штатам пределы их полномочий, но действия канцлера считал чрезмерными. Мопу уже готовил lettre de cachet, намереваясь заключить де Бово в замок Эпиналь, но Людовик XV выступил в защиту капитана своей гвардии.
В 1771 Шарль-Жюст де Бово был избран в состав Французской Академии. Он не пренебрегал своими академическими обязанностями и участвовал в работе этого учреждения. Кроме этого, князь с 1748 года был членом флорентийской Академии делла Круска.
При следующем царствовании он был назначен командующим одной из первых военных дивизий (1777), губернатором Прованса (1782), а 13 июня 1783 стал маршалом Франции. Прованс обязан ему восстановлением своих Штатов, сохранением свой академии, и улучшением навигации.
При упразднении Марсельского арсенала Бово предложил использовать его огромную территорию для создания зоны свободной торговли, где разрешалось бы исповедовать любые культы. Подобная двойная франшиза превратила бы Марсель в центр средиземноморской торговли, но проект не был реализован по причине ухудшения общей политической ситуации.
16 июля 1789 маршал де Бово по собственной воле сопровождал короля из Версаля в Парижскую ратушу, готовясь закрыть своим телом в случае нападения толпы. 4 августа 1789 Людовик XVI призвал князя в состав своего совета, и в течение пяти месяцев Бово был членом министерства, оговорив право выйти из состава кабинета, если не сможет более приносить пользу.
В 1790 году революционное правительство упразднило губернаторство. Князь де Бово вышел в отставку, и умер в 1793 году в своем замке в Сен-Жермен-ан-Ле.

## Семья
1-я жена (3.04.1745): Мари-Софи де Ла-Тур д'Овернь (1729—6.09.1763, Коммерси), дочь Эмманюэля-Теодоза де Ла-Тур д'Овернь, герцога де Буйона, и Луизы-Генриетты де Лоррен-Аркур
Дочь:
- Луиза-Анна-Мария (1.04.1750, Париж — 1834). Муж (9.09.1767, Париж): Филипп-Луи де Ноай (1752—1819), герцог де Муши

2-я жена (14.03.1764): Мари-Шарлотта-Сильви де Роган-Шабо (12.12.1729—20.03.1807), дочь графа Ги-Огюста де Роган-Шабо, и Ивонны-Сильви дю Брей де Ре, вдова графа Жана-Батиста-Луи де Клермон д’Амбуаза, маркиза де Ренеля
Брак бездетный. Княжеский титул унаследовал племянник Марк-Этьен де Бово-Кран.